# The Kitchen (film 2023)
The Kitchen è un film del 2023 diretto da Daniel Kaluuya e Kibwe Tavares. 

## Trama
In una Londra distopica tutte le case popolari sono state eliminate. Come residenti di The Kitchen, una comunità che si rifiuta di abbandonare la propria casa, Izy e suo figlio Benji cercano di esplorare il mondo e trovare una soluzione.

## Distribuzione
Il film è stato presentato al BFI London Film Festival il 15 ottobre 2023 e distribuito sulla piattaforma Netflix dal 19 gennaio 2024.